# 山名城
山名城（やまなじょう）は、群馬県高崎市山名町前城（上野国多胡郡）にあった戦国時代の日本の城（山城）。別名前城・寺尾下城ともいわれる。天正18年（1590年）まで木部氏の要害城として用いられたとみられている。高崎市指定史跡。

## 概要
烏川と鏑川に挟まれた片岡丘陵の東南端付近に位置する山城である。
東西に続く尾根の一部を堀切で区画して城郭化しており、南北130メートル・東西450メートルに広がる。また西側の尾根続きで、城から北東700メートルには根小屋城が存在する。
築城は応永4年（1397年）で、当時尹良親王の拠っていた寺尾城（寺尾中城）の東南城塁として築かれた。別名の寺尾下城はこの寺尾中城や寺尾上城（乗附城）との対比に由来する。
その後、武田信玄が北西に根小屋城を築城したことでその支城として使用された。もう一つの別名の前城は、根小屋城の前にあることに由来する。戦国時代に大規模な改修を受けたため、現在残っているのは戦国時代の遺構である。
戦国時代にこの地域を治めた領主としては、元亀2年（1571年）4月に武田信玄から山名の替地として下大塚・秩父に百貫文を与えられている小林氏（「小林家文書」）や、元亀3年（1572年）に信玄から山名の百貫文を浦野民部左衛門に替わり与えられた木部越前守などが確認できる。
この地域は山名氏の由来たる多胡郡山名郷に比定されており、この城も山名義範が築いて山名氏の代々の居城であったとする伝承（源義家の孫、新田義重の子義範はこの山名城に拠って山名氏と称し、以後八代、山名城を護ったという。）もあるが、確証が無く詳細不明である。
戦国時代を通じて、東の木部氏館（現・群馬県高崎市木部町の心洞寺）にいた土豪木部氏が拠る要害城であった。木部氏は武田氏・滝川氏・後北条氏と主家を変えて存続していたが、天正18年（1590年）に豊臣秀吉が北条氏直を攻撃した際北条側に付いたため滅亡し、山名城の消息は不明となった。これ以後に廃城となったとされる。
本丸は公園として整備されている。また南側の中腹には山ノ上古墳と山ノ上碑が存在する。

## 構造
本郭は東西55メートル、南北35メートルの規模で、周囲に空堀と腰郭を持つ。その東に東西55メートル、南北40メートルの第二郭が付き、さらにその東に第三郭が付く。本郭の西には堀切によって5つの郭が並んでいる。城は全体で東西450メートル、南北180メートルあった。天正年間の囲郭式の様相を残す城郭構造や、鉄砲使用を前提とした堀切は、戦国時代に改修されたことを示している。